# Nāḩiyat al Ḩamīdīyah
Nāḩiyat al Ḩamīdīyah (arabiska: ناحية الحميدية) är ett subdistrikt i Syrien.   Det ligger i provinsen Tartus, i den västra delen av landet, 130 km norr om huvudstaden Damaskus.
Trakten runt Nāḩiyat al Ḩamīdīyah består till största delen av jordbruksmark. Runt Nāḩiyat al Ḩamīdīyah är det tätbefolkat, med 459 invånare per kvadratkilometer.